# Capitol Air Express
Capitol Air Express fue una aerolínea estadounidense que operó entre los años 1992 y 1996, utilizando el nombre previamente establecido de Capitol Air, aerolínea que operó entre 1946 y 1984.

## Historia
La aerolínea fue fundada originalmente el 11 de enero de 1946 como Capitol Airways por Jesse F. Stallings y Richmond McInnis en Nashville, Tennessee. Inicialmente, operaba vuelos chárter y servicios de vuelo escuela.  En 1981, la aerolínea cambió su nombre a Capitol Air y comenzó a ofrecer vuelos regulares nacionales e internacionales. Sin embargo, debido a dificultades financieras, Capitol Air cesó operaciones y declaró quiebra el 23 de noviembre de 1984. 

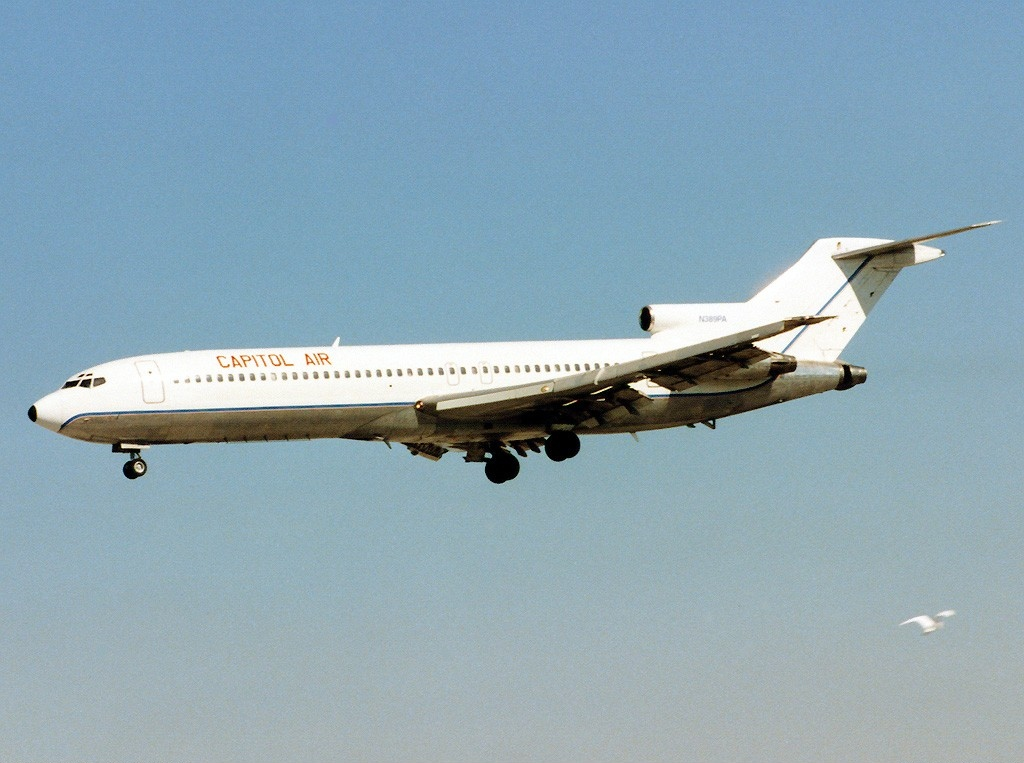
Un Boeing 727-251 de Capitol Air Express en Miami, Estados Unidos, fotografiado en diciembre de 1993.

Tras la quiebra de Capitol Air, Red Apple Aviation Group adquirió los derechos de la marca Capitol Air y fundó Capitol Air Express en 1992. La aerolínea tuvo su base inicial en el Aeropuerto Internacional Washington Dulles y posteriormente se trasladó a Smyrna, Tennessee. Capitol Air Express cesó sus operaciones y se disolvió en 1996.

## Flota y Destinos

### Flota

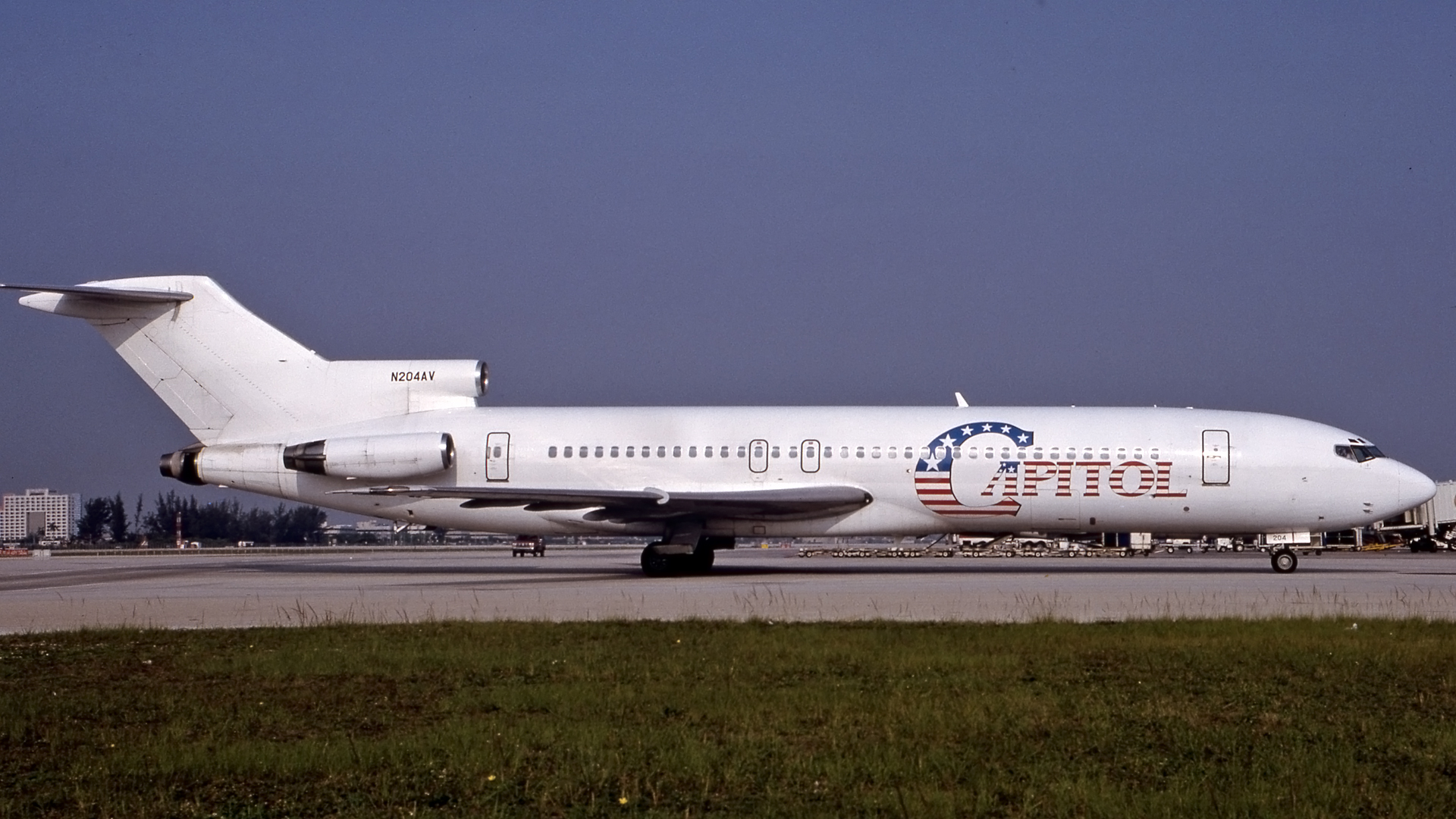
Un Boeing 727-259 de Capitol Air Express fotografiado en el Aeropuerto Internacional de Miami, en 1993.

La flota de Capitol Air Express estaba compuesta por aeronaves Boeing 727:
- Boeing 727-212 (N200LR)
- Boeing 727-251 (N251US)
- Boeing 727-251 (N389PA)
- Boeing 727-227 (N385PA)
- Boeing 727-231 (N390CA)
- Boeing 727-231 (N52309)
- Boeing 727-231 (N54333)
- Boeing 727-231 (N64333)
- Boeing 727-259 (N204AV)

### Destinos
Capitol Air Express operaba vuelos principalmente hacia otras ciudades de Estados Unidos desde Miami, Florida, más tarde trasladó su base de operaciones a Smyrna, Tennessee.